# 库德利吉
库德利吉（Kudligi），是印度卡纳塔克邦Bellary县的一个城镇。总人口21855（2001年）。

## 人口
该地2001年总人口21855人，其中男性11077人，女性10778人；0—6岁人口3331人，其中男1689人，女1642人；识字率53.86%，其中男性为61.67%，女性为45.83%。